# خوان باوتيستا بيريز
خوان باوتيستا بيريز (بالإسبانية: Juan Bautista Pérez) (و. 1869 – 1952 م) هو جندي، ودبلوماسي، وسياسي، ومحامي من فنزويلا . ولد في كراكاس .تولى منصب رئيس فنزويلا .
توفي في كراكاس .

## التعليم
تعلم في جامعة فنزويلا المركزية.